# 20304 Вольфсон
20304 Вольфсон (20304 Wolfson) — астероїд головного поясу, відкритий 31 березня 1998 року.
Тіссеранів параметр щодо Юпітера — 3,513.